# Eurypygiformes
Eurypygiformes son un orden de aves con solo 2 especies vivientes, agrupadas cada una en su propia familia. Algunos autores clasifican las aves de este orden dentro de Gruiformes, mientras que la mayoría las agrupa en su propio orden. Incluye al ave sol (Eurypyga helias) y al kagú (Rhynochetos jubatus).

## Descripción
Son aves esbeltas, malos voladores, de plumaje luminoso y se vuelven activos al atardecer, El ave sol habita en América, y el kagu en Nueva Caledonia.

## Taxonomía
Antiguos autores clasificaron a estas aves dentro de Gruiformes, mientras que la mayoría de los actuales los clasifican dentro de su propio orden. Sin embargo, algunos siguen clasificándolos dentro de Gruiformes.
Familia: Rhynochetidae
- Género: Rhynochetos
- Especie: Rhynochetos jubatus: kagu.

Familia: Eurypygidae
- Género: Eurypyga
- Especie: Eurypyga helias: ave sol